# Muntele alb
Muntele alb este un film românesc din 1978 regizat de Dan Necșulea. Rolurile principale au fost interpretate de actorii Traian Stănescu, Emil Hossu, Ana Széles.

## Distribuție
Distribuția filmului este alcătuită din:
- Angela Stoenescu
- Emil Hossu — Mihai Preda
- Traian Stănescu — Octavian Stoica
- Corina Constantinescu — Soția lui Scarlat
- Matei Gheorghiu
- Ion Manolescu
- Emanoil Petruț — Secretarul de partid
- Constantin Diplan — Muncitor, șef de echipă
- Nucu Păunescu — Scarlat Popescu, tatăl Ioanei
- Tamara Buciuceanu
- Mircea Bașta — Directorul
- Fory Etterle
- Mariana Cercel
- Ana Széles — Ioana Popescu
- Constantin Drăgănescu
- George Popa Mija
- Rodica Mandache — Secretara